# 格罗德诺旧城堡

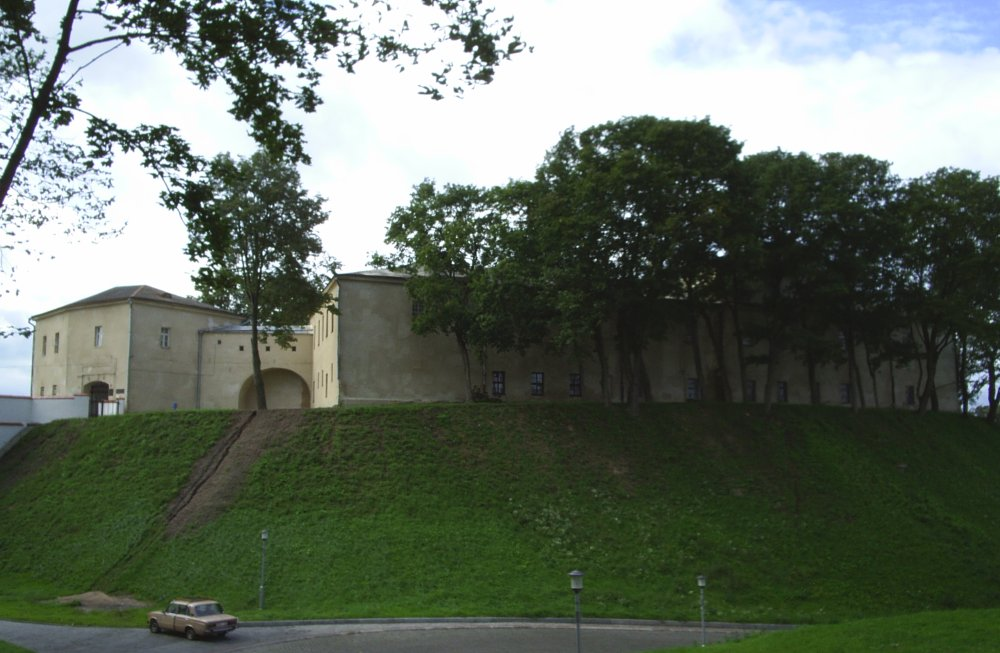
格罗德诺旧城堡

格罗德诺旧城堡，又名巴托里城堡，起源于11世纪，为黑俄罗斯统治者的王朝所在地，他们是基辅的智者雅罗斯拉夫一个小儿子的后裔。
13世纪的城堡瞭望塔属于白俄罗斯防守塔的类型（由卡梅涅茨塔代表）。1391年至1398年，维陶塔斯增建了五座哥特式砖塔，将该城堡改造成他的主要住所之一。卡齐米日四世·雅盖隆契克也赞成在格罗德诺成为立陶宛的正式首都。在这里，他得到了波兰王冠。他于1495年在那里去世。
城堡的下一个值得注意的租客是波兰国王斯特凡·巴托里，他计划将格罗德诺作为他在东欧的庞大帝国的首都。他雇佣帕尔马的斯考托，将维陶塔斯城堡改建为先进的意大利北部文艺复兴风格，作为他自己的住所。1586年巴托里在格罗德诺去世后，他钟爱的项目被放弃。该城堡在1655年俄波战争期间被俄国人摧毁。
修复的城堡被国王米哈乌选为波兰立陶宛联邦议会召开的三个地点之一。该城堡在大北方战争期间严重受损，迫使朝廷迁入格罗德诺新城堡。
瓜分波兰后，该城堡成为俄国军队的军营。两次世界大战之间的波兰当局恢复了议会。目前，该城堡是一个博物馆。